# Eugene Izotov
Eugene Izotov   (Moscou, 28 de novembre de 1973) és un oboista i artista discogràfic d'origen rus.

## Biografia
Des dels 6 anys va estudiar a la "Gnessin Music School" amb els professors I.F. Pushechnikov i S. P. Velikanov, més tard al Departament de Música de la Universitat de Boston (EUA), en la classe del professor R. Gomberg.
Evgeny Izotov va ser el primer músic nascut a Rússia que va ocupar el lloc del primer oboista en diverses grans orquestres d'òpera i simfòniques nord-americanes: New World Symphony (1995, Miami Beach), Kansas City Symphony Orchestra (1995-). 1996, solista), Orquestra Simfònica de San Francisco (1996-2002, solista), Orquestra de l'Òpera Metropolitana (2002-2006, solista). Des del 2006 és solista i concertista del grup d'oboès de l'Orquestra Simfònica de Chicago sota la direcció de Riccardo Muti.
Evgeny Izotov realitza regularment concerts en solitari i de cambra amb els directors Riccardo Muti, Bernard Haitink, James Levine, Michael Tilson Thomas, Vladimir Yurovsky, Lorin Maazel, així com amb els músics Yo Yo Ma, Efim Bronfman, Pinchas Zukerman, Emanuel Axel i Andre Watts.
Evgeny Izotov ensenya a les universitats DePaul i Roosevelt, i anteriorment ha ensenyat a la Juilliard School de Nova York i al Conservatori de Música de San Francisco. A més, continua donant classes magistrals regulars a diversos conservatoris dels EUA, Europa i Àsia.
L'any 2003, el mestre James Levine va convidar Evgeny Izotov a participar en el treball de la Verbier Festival Orchestra (Suïssa). Des del 2005, Evgeny Izotov és membre dels Directors del Pacific Music International Festival fundat per Leonard Bernstein a Sapporo (Japó). El 2011, Evgeniy Izotov va assessorar el grup d'oboès de la Simfònica de YouTube a l'escenari de l'Òpera de Sydney.
Des de 1991 viu als EUA, i actualment a Chicago.

## Premis i reconeixements
- Guanyador del Primer Premi al Gillet International Wind Instrument Competition (2001),
- Lucarelli, Nova York (1995),
- Leningrad (1990).
- Graduat honoris causa de la Universitat de Boston (maig de 2003).